# Voleč
Voleč är en ort i Tjeckien.   Den ligger i regionen Pardubice, i den centrala delen av landet, 80 km öster om huvudstaden Prag. Voleč ligger 267 meter över havet och antalet invånare är 309.
Terrängen runt Voleč är huvudsakligen platt. Voleč ligger uppe på en höjd.Runt Voleč är det ganska tätbefolkat, med 111 invånare per kvadratkilometer. Närmaste större samhälle är Pardubice, 16,8 km sydost om Voleč. Omgivningarna runt Voleč är en mosaik av jordbruksmark och naturlig växtlighet.